# Nibley (South Gloucestershire)
Nibley – wieś w Anglii, w hrabstwie ceremonialnym Gloucestershire, w dystrykcie (unitary authority) South Gloucestershire. Leży 14 km na północny wschód od miasta Bristol i 161 km na zachód od Londynu.